# Triepeolus sublunatus
Triepeolus sublunatus là một loài Hymenoptera trong họ Apidae. Loài này được Cockerell mô tả khoa học năm 1907.